# Centro (Monza)
Il Centro è un quartiere di Monza situato nella zona nord e appartenente alla circoscrizione 1, che si sviluppa attorno al Duomo, all’Arengario, al Municipio, al Tribunale, alla clinica e al liceo Zucchi.

## Galleria d'immagini

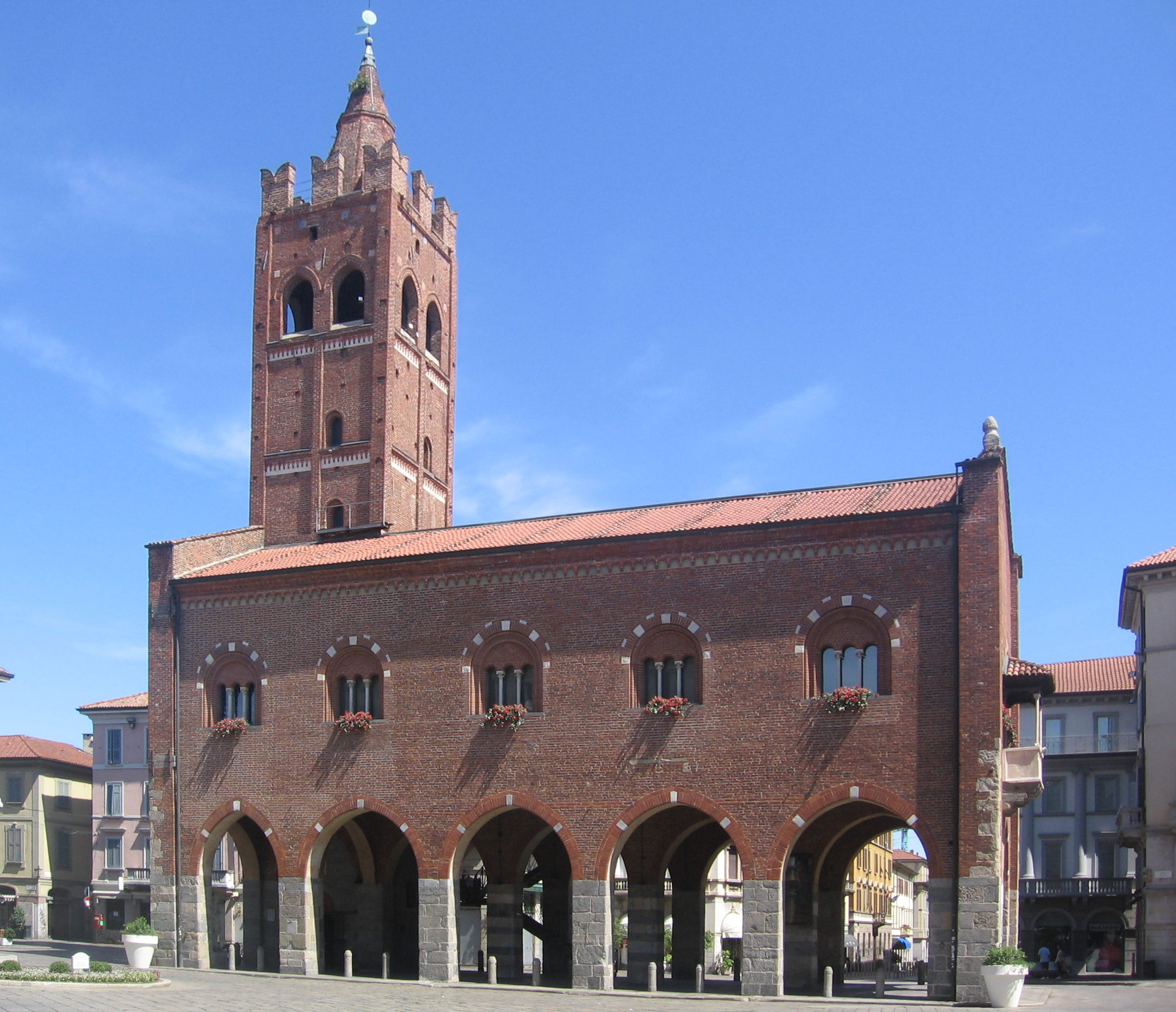
L'Arengario di Monza
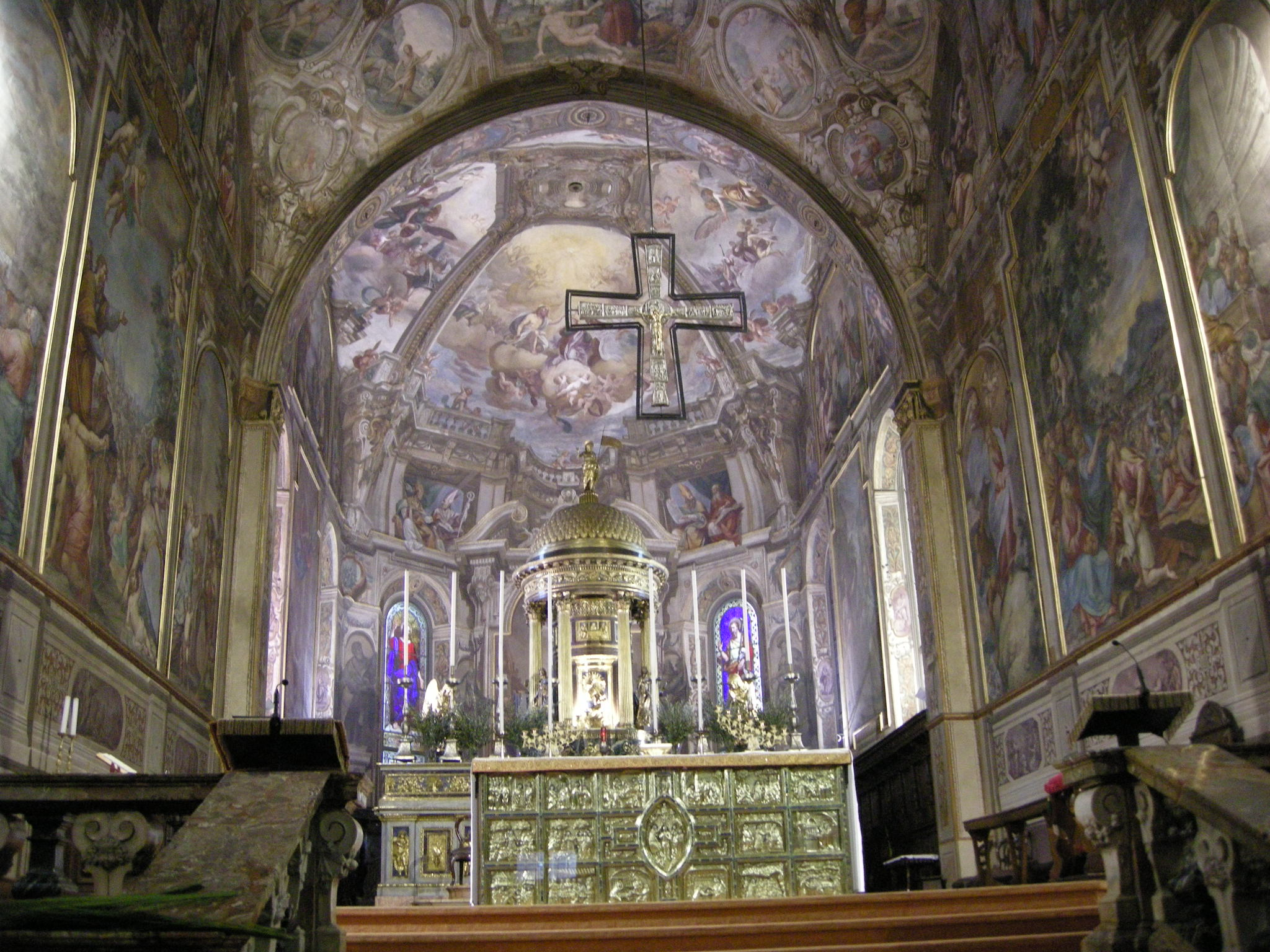
Altare maggiore e paliotto del Duomo di Monza
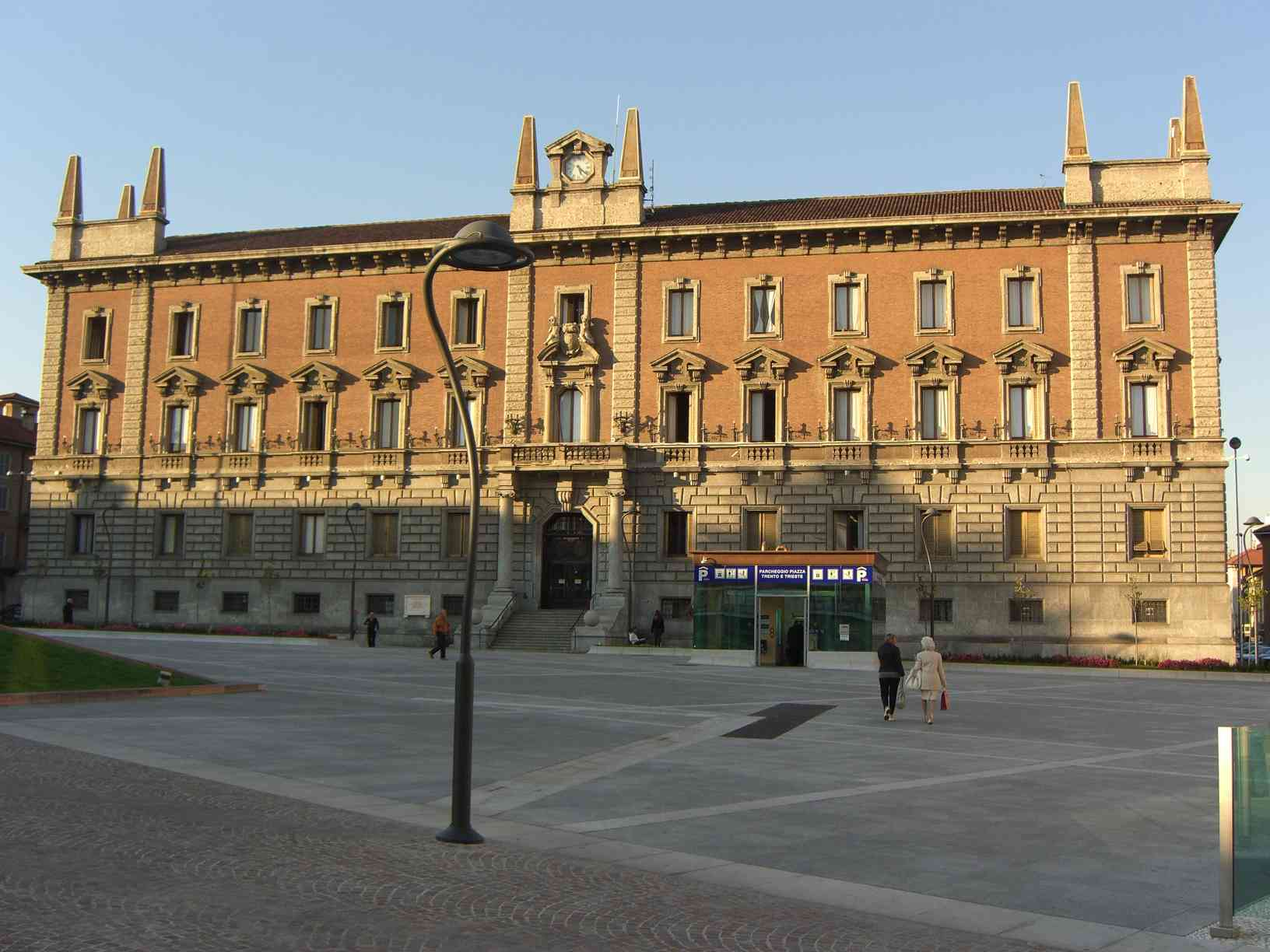
Il Municipio di Monza
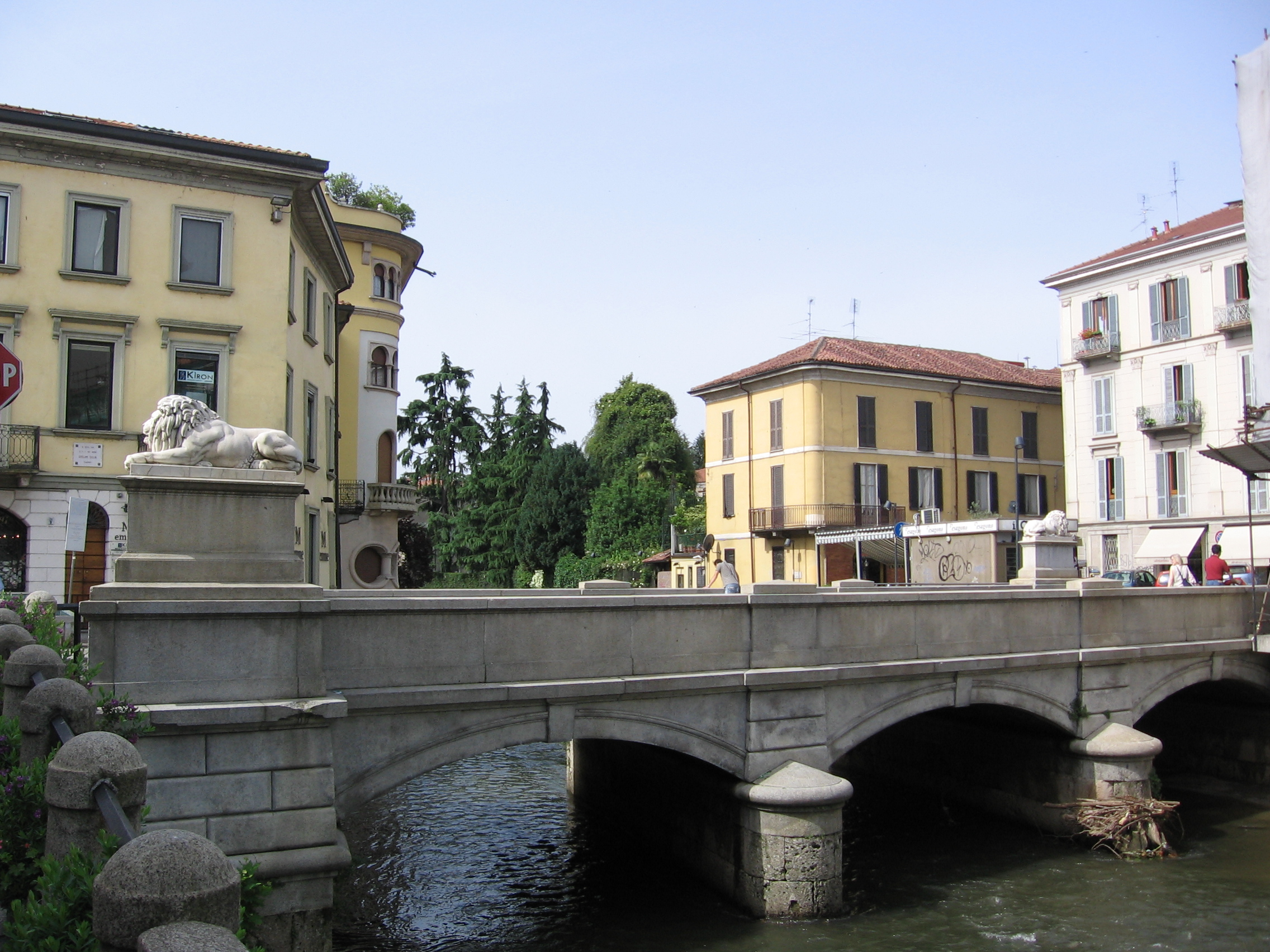
Il Ponte dei Leoni
Via Italia negli anni '80
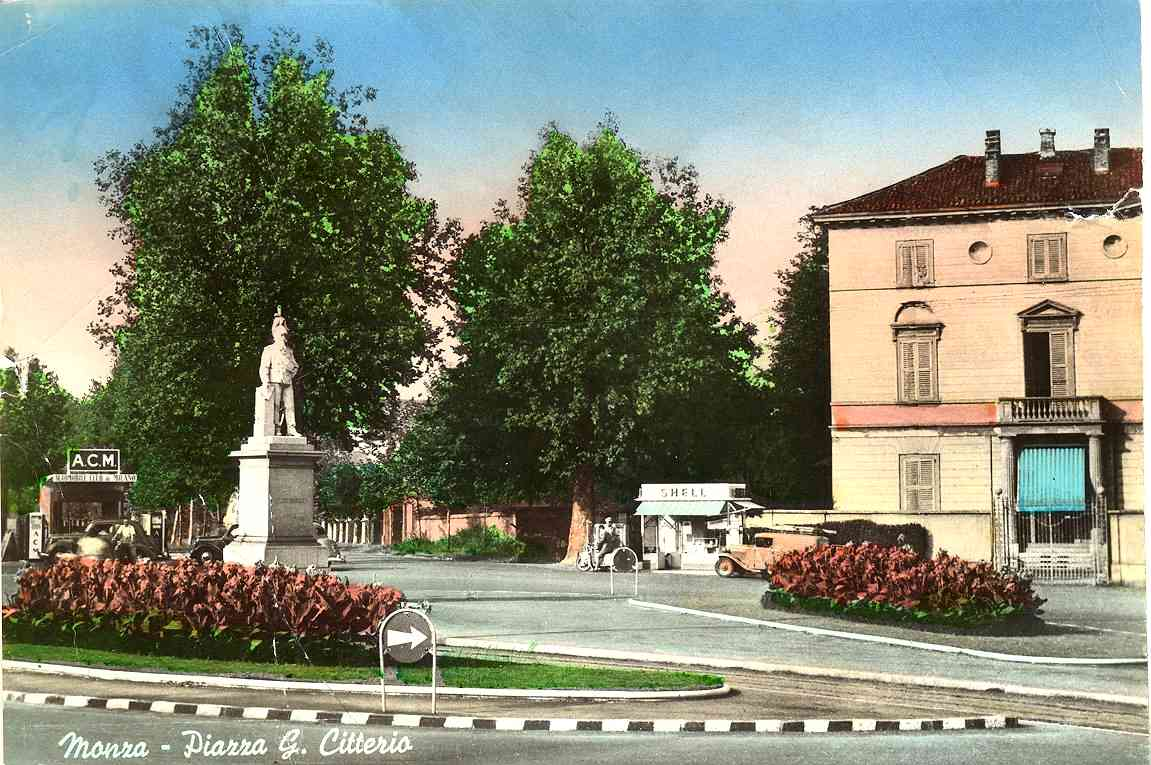
La statua di Vittorio Emanuele II di Savoia, detto Re de Sass in piazza Citterio in una cartolina storica